# 舞-HiME角色列表
舞-HiME角色列表是作品《舞-HiME》在電視動畫、漫畫和廣播媒體組合中登場的人物解說。

## 主要角色（主要HiME）

### 高中部
鴇羽舞衣（聲優-日本：中原麻衣；台灣：馬君珮；香港：劉惠雲）
本動畫的主角。15歲，生日為7/22，O型，身長157cm，體重46公斤，傲嬌可愛，'巨乳'，三圍87.56.83，擁有全校最完美的身體，剛轉學馬上打入風華學園大奶排行榜，讓全校男生都想得手的巨乳，佑一最終得手完美身材卻（身在福中不知福），鴇羽巧海的姊姊。認真且責任感強，擅長料理，常常到處打工賺取生活費。與菊川雪之、原田千繪、日暮茜、瀬能葵等為同班同學，室友為美袋命。她以迦具土身體抵擋愛莉莎•西亞斯子獸Artemis的射擊，從而使迦具土變為新型迦具土。後半部一直想阻止HiME之間的戰鬥，但因目睹弟弟鴇羽巧海及楯祐一的消失，使情緒多次崩潰，甚至曾對失控的美袋命產生厭惡感。雖然鴇羽舞衣個人戰鬥能力一般，但其子獸迦具土卻是眾多子獸中最強最具破壞力，總括而言是實力首三位的HiME之一。
印記位置：胸前
元素武具（Element）：寶輪/風火輪（帶火焰，腳上亦有寶輪幫助飛行，攻守兼備的武具。）
子獸（Child）：迦具土→新型迦具土（龍型態，以日本傳說的火之神為原型，主要攻擊方式為從嘴部噴出火焰，其破壞力驚人。）
最重要的人（大切な人）：鴇羽巧海→楯祐一
後半部敗北原因：沒有，她與美袋命都沒有敗北。
玖我夏樹（聲：千葉紗子；台灣：姚敏敏；香港：吳小藝）
17歲。經常駕駛機車，個性看似倔強，其實非常率直，容易被人猜中心意。其名字なつき夏樹媽媽本想寫為"夏姬"，但因夏樹爸爸的喜好而用了這個片假名。愛好收集內衣、打電動和夾娃娃機，喜歡的食物是美乃滋(就算即食麵也喜歡加進去)。
由於懷疑母親玖我紗江子的死與一番地有關，所以不斷的查探其秘密及戰鬥，實際自身為「人工HiME」的半製成品。一人住在外面的公寓。和鴇羽舞衣為隔壁班同學，和學生會長藤乃静留關係曖昧，和初中部的結城奈緒之間有點過節，二人只要見面就會發生爭執。後期從西亞斯（Searrs）財團的情報人員得知母親用自己作為「人工HIME」的試驗後及想將自己賣給西亞斯（Searrs）財團作研究材料而被一番地抹殺。因無法接受事實，大受打擊而無法呼喚杜蘭，隨後認清事實及正面面對藤乃靜留的愛而呼喚出巨大杜蘭與藤乃靜留對決。玖我夏樹的實戰經驗是眾多HiME中最豐富，縱使其子獸能力一般，但玖我夏樹與子獸的合拍度極佳，綜合來說她實力中上。
印記位置：後背腰部
元素武具（Element）：雙槍（銃型のエレメント）
子獸（Child）：杜蘭（デュラン）→巨大杜蘭（巨大デュラン）（狼型態，攻擊方式為射出炮擊，種類有裝填鉻彈（火）/銀彈（冰）/閃光彈（光）
最重要的人（大切な人）自己母親→：藤乃静留
後半部敗北原因：玖我夏樹命令子獸巨大杜蘭攻擊藤乃靜留的子獸清姬，因為互相都是最重要的人，等於相同歸於盡，與藤乃靜留雙雙消失。
藤乃靜留（聲優-日本：進藤尚美；台灣：劉如蘋；香港：陳琴雲）
深藏不露的學生會會長，操一口流利的京都腔，珠洲城遙暗地裏稱呼她「京都泡茶女」，喜歡親近女孩子，在意的人是玖我夏姬，後期性格變得扭曲及極端。與玖我夏姬在劇中重現「安珍與清姬」的情節，更被珠洲城遙及菊川雪之目睹她親吻玖我夏姬的場面。她以一人之力破壞一番地真正本部及其他分部，可見其實力與鴇羽舞衣及美袋命接近，亦較其他HiME強，實力絕對是首三位HiME之一。
印記位置：左側腰部
元素武具（Element）：蛇腹薙刀（蛇腹劍+薙刀的武器，能作多角度攻擊與防守。）
子獸（Child）：清姬（六頭的大蛇型態;並非八岐大蛇，移動能力極佳，體型龐大，攻擊方式為以蛇身纏繞對手，然後以尖銳的獠牙咬碎對方身體。）
最重要的人（大切な人）：玖我夏樹（玖我夏樹）
後半部敗北原因：子獸清姬被子獸巨大杜蘭擊敗。
菊川雪之（聲優-日本：能登麻美子；台灣：姚敏敏；香港：-）
學生會執行部幹事，珠洲城遙的青梅竹馬，常常協助珠洲城遙學生會相關事務，尤其是糾正言詞的錯誤；個性較為軟弱，非常重視與珠洲城遥之間的友情。下半部曾因石上亙的電話訊息滋擾，引致情緒失控而偷襲鴇羽舞衣。由於其元素武具（Element）及子獸（Child）都是輔助性質，實力排行倒數第一。
印記位置：右手臂下方
元素武具（Element）：鏡（接收戴安娜所觀察到的影像。）
子獸（Child）：戴安娜，冬蟲夏草型態，攻擊方式為從地底展開無數的觸手攻擊敵人。但主要作用是收集情報，從觸手尖端能放出無數的孢子，能夠監察四周環境、隱藏環境（結界）及傳訊之用。
最重要的人（大切な人）：珠洲城遙
後半部敗北原因：為保護珠洲城遙，呼喚子獸戴安娜，從而被子獸清姬擊敗。
日暮茜（聲優-日本：岩男潤子；台灣：錢欣郁；香港：陳琴雲）
倉内和也的女朋友，兩人和鴇羽舞衣皆為餐廳的同事，毫不知情的情況下被擊敗子獸，是首個敗北的HiME，由於其戰鬥場面較少，不過其實力絕對能與玖我夏樹及結城奈緒打成平手。
印記位置：背下方
元素武具（Element）：敦華（二門式雙拐棍／）
子獸（Child）：哈利（虎型態，主要以胸甲導彈攻擊，是速度與威力兼具的子獸。）
最重要的人（大切な人）：她的男朋友倉内和也
前半部敗北原因：前半部劇情中被深優•葛利亞擊敗其子獸哈利。

### 初中部
美袋命（聲優-日本：清水愛；台灣：劉如蘋；香港：譚淑嫻）
14歲，國三生。貓一樣的女孩，到處尋找其兄長而到風華學園，被鴇羽舞衣所照顧，也在學園內就讀國中部（中等部），個性單純；非常喜歡鴇羽舞衣所煮的料理（尤其是拉麵），很在意舞衣，經常粘著舞衣。以個人實力來說在眾多HiME中絕對是首位，而且大部分戰鬥場面都沒有完全召喚巳六來戰鬥。後期因為黑曜之君的咒縛，引致自身失控攻擊其他HiME，令HiME之間的戰鬥更趨激烈。
印記位置：右手臂上方
元素武具（Element）：大劍彌勒（插入地面能召喚無數的尖刺攻擊對手。）
子獸（Child）：巳六（鬼型態，通常只會在地面戰鬥只會露出其頭部，即尖刺。本體長著鬼臉，背上還帶有另一隻手臂，手持巨棍。其體型和實力都與迦具土不相伯仲。）
最重要的人（大切な人）：她的兄長 - 神崎黎人（本名美袋黎人，為黑曜之君轉世。） / 鴇羽舞衣
後半部敗北原因：沒有，她與鴇羽舞衣都沒有敗北。
宗像詩帆（聲優-日本：野川櫻；台灣：劉如蘋；香港：黃鳳兒）
楯祐一的青梅竹馬，稱呼楯祐一為哥哥，對他有愛慕之心；就讀國中部。下半部劇情中，極度憎恨鴇羽舞衣，在其住院時，經常不自覺地使用其HiME的能力操控子獸八咫烏追擊鴇羽舞衣，相信是其憎恨令HiME能力覺醒，因炎凪說過子獸八咫烏是只會寄生於人內心的黑暗。
元素武具（Element）：笛子（利用笛子的音色操控子獸八咫烏）
子獸（Child）：八咫烏（鳥型態，攻擊方式為其銳利的爪、嘴部噴出光線及翼內投出羽毛（手裡劍）。）
最重要的人（大切な人）：楯祐一
後半部敗北原因：宗像詩帆在與鴇羽舞衣對決時，子獸八咫烏被美袋命擊敗。
結城奈緒（聲優-日本：南里侑香；台灣：姚敏敏；香港：陳琴雲）
討厭男性，但常以自身有美貌玩弄男性，常常利用男性的弱點來達成目的，學校老師及同學也常常被她偽裝的乖巧柔弱的模樣所騙；就讀國中部，室友為高中部（高等部）的瀬能葵，與高中部的玖我夏姬有點過節。個人實力能與玖我夏姬不相伯仲。
印記位置：不明
元素武具（Element）：雙爪（能製造多條韌性極強的絲線，足以切斷石頭、金屬及對手身體。）
子獸（Child）：茱莉雅（蜘蛛型態，具良好跳躍及攀爬能力，攻擊方式為吐絲以綑綁對手。）
最重要的人（大切な人）：她的媽媽
後半部敗北原因：其子獸茱莉雅被藤乃靜留的子獸清姬擊敗。
尾久崎晶（聲優-日本：小林沙苗；台灣：馬君珮；香港：黃鳳兒）
忍者世家出身；因身上的記號關係，晶的父親從小當男孩養，女扮男裝入讀風華學園國中部，是鴇羽巧海的同學兼室友。非常喜歡繪圖，很討厭柔弱又娘娘腔的人，但後期又喜歡上他認為柔弱又娘娘腔的鴇羽巧海。後半部「蝕之祭」中首位敗北的HiME。
印記位置：背部右邊上方
元素武具（Element）：長型苦無（但其本人是忍者的關係，戰鬥也會使用手裡劍及苦無。）
子獸（Child）：源內（蟾蜍型態，能配合尾久崎晶使用忍術，攻擊方式主要是從口中的機械裝置射出流星錘。）
最重要的人（大切な人）：鴇羽巧海
後半部敗北原因：在與鴇羽巧海躲避結城奈緒的追擊時，捲入美袋命與八咫烏的戰鬥，其子獸源內被八咫烏擊敗。

### 教師
杉浦碧（聲優-日本：田村由香里；台灣：姚敏敏；香港：譚淑嫻）
於動畫首次出場是與鴇羽舞衣、日暮茜和倉內和也在餐廳打工，隨後神社事件展露其HiME能力後，轉往風華學園任教日本史。實際是24歲，經常以17歲自稱；是個熱血教師，常常把「正義必勝」放在嘴上。當擊敗西亞斯（Searrs）財團後，希望建立HiME戰隊，從而自己可以專注去完成自己的論文而不用對付無依者（Orphan）。與保健老師鷺沢陽子關係良好，對於自己的大學教授－佐佐木教授有特殊感情存在。
印記位置：不明
元素武具（Element）：戟（斧槍）
子獸（Child）：愕天王（犀牛型態，速度與衝擊力兼備的子獸，後腿能變為兩個車輪。攻擊方式為以身體後方的推進氣加速，然後進行衝擊以貴穿對手，同時能以巴尾進行多角度攻擊及防禦。）
最重要的人（大切な人）：她的大學教授－佐佐木教授
後半部敗北原因：其子獸愕天王因保護尚在修復的深優•葛利亞而被失控的美袋命擊敗。
真田紫子（聲優-日本：井上喜久子；台灣：馬君珮；香港：吳小藝）
私立風華學園駐校修女，學園內發生吸血鬼襲擊事件後，覺醒其HiME能力。隨劇情進展與男教師石上亘有進一步往來，同時亦為下半部HIME之間的戰鬥起因（陷害結城奈緒）。
印記位置：頸
元素武具（Element）：弓（能射出光箭）
子獸（Child）：聖馬神（ヴラス）（獨角馬型態，外型像西洋棋的馬頭，專門製造幻術。攻擊方式為製造幻術，迷惑對方，使對方走進其腹內再吞噬。）
最重要的人（大切な人）：石上亙
後半部敗北原因：因為不希望石上亙繼續錯誤下去，同時感到自身罪孽深重（因其挑起HIME之間的戰鬥），最後選擇與石上亙共同被其子獸聖馬神吞噬。

## 其他主要角色

### 高中部
神崎黎人（聲優-日本：關俊彦；台灣：吳東原；香港：羅偉傑）
學生會副會長，實為美袋命的兄長，本名為美袋黎人，可是當時並不記得此事。後因黑曜之君的身份甦醒，因而記起所有事，並利用與美袋命的兄妹關係及項鍊任其擺佈。喜歡鴇羽舞衣。
武田將士（聲：上田祐司；台灣：吳東原）
劍道部主將，一心一意想把楯祐一拉回劍道部；愛慕玖我夏姬。
楯祐一（聲優-日本：關智一；台灣：林谷珍；香港：楊耀泰）
本作男主角，喜歡巨乳。原劍道部成員，因膝蓋受傷而退出劍道部，之後協助學生會作業，在還未退出劍道部之前是全國大賽的常客。於本作最終回決定再次加入劍道部。與鴇羽舞衣一樣，對彼此抱有好感卻一直不敢承認。
珠洲城遙（聲：柚木涼香；台灣：錢欣郁；香港：張雪儀）
學生會執行部會長，三圍88.55.83，超級爆乳，擁有比舞衣更完美的身材，非常認真盡責的做好執行事務，不滿藤乃靜留及神崎黎人的辦事習慣，常被藤乃靜留戲弄，導致失控暴走。暗地裏稱呼靜留「京都泡茶女」；曾參選會長，因競選策略失敗，最終以大比數落敗。落選後加入學生會並創立執行部。
原田千繪（聲：齋賀光希；台灣：劉如蘋；香港：譚淑嫻）
鴇羽舞衣的同學，自稱擅長收集學園內的情報。與瀬能葵是形影不離的好朋友。
深優·葛利亞（聲優-日本：淺井清己；台灣：錢欣郁；香港：陳琴雲）
生活重心都放在愛莉莎·西亞斯（アリッサ）身上，沉默不與他人有往來，與愛莉莎感情相當深厚。但其實她是西亞斯（Searrs）財團所製造的機器人，職責是保護愛莉莎的安全，獲取愛莉莎的許可，或是取得愛莉莎的基因情報時，便可以進入戰鬥模式，其體內具SWORD（劍擊）模式、ARTYLLERY（火砲）模式、DRILL（鑽機）模式、CHAIN SAW（鏈鋸）模式、SECRET（逆高次物質化）、VORTEX（白金）模式，為整個劇情中最關鍵的人物。
瀬能葵（聲優-日本：新谷良子；台灣：錢欣郁；香港：吳小藝）
喜歡可愛的東西，與結城奈緒同寢室，是鴇羽舞衣的隔壁寢室的同學。

### 國中部
鴇羽巧海（聲優-日本：高橋裕吾；台灣：吳東原；香港：羅偉傑）
鴇羽舞衣的弟弟，有心臟病；個性坦率溫柔和善，對於姊姊有份愧疚感；與尾久崎晶是同學兼室友。意外發現尾久崎晶是女孩，喜歡的人是尾久崎晶。故事結束時已去美國動完手術成功，現在由尾久崎晶照顧健康。
炎凪（聲優-日本：石田彰；台灣：林谷珍；香港：張雪儀）
黑曜之君的手下，一直以旁觀者角色出現，不直接參與任何戰鬥，卻在黑曜之君的命令下進行計劃，影響HiME。
愛莉莎·西亞斯（Alyssa Searrs，聲優-日本：宮村優子；台灣：馬君珮；香港：張雪儀）
西亞斯（Searrs）財團的女兒，因歌聲有讓人洗滌心靈的感覺而被稱為黃金天使，有些害怕與不熟悉的人接觸，相當信任深優•葛利亞，不過真實身分是『人工HiME』能力是HIME（高次物質化能力）可以拿來召喚無依者（Orphan）或是控制子獸Artemis（是一座人工衛星，攻擊時直接從高空對地面射擊，攻擊範圍廣泛，但有較長冷卻時間。），重要的人為西亞斯（Searrs）財團的會長。

### 教職員
風花真白（聲優-日本：野上尤加奈；台灣：姚敏敏；香港：黃鳳兒）
風華學園的理事長，年僅11歲，傳聞是畢業於外國大學的才女。平日風花真白總是坐於輪椅上，據說是因為過去曾遭遇某些事故所引致，但具體情況不明。從杉浦碧得到的本土歷史學會會報得知真正的風花真白已在事故中身亡，如今這個風花真白的靈魂是三百年前的獲勝的水晶HiME（元素武具（Element）：大長型雙刃劍，當時其子獸（Child）為迦具土，有一頭紫色長髮。）。風花真白將自己的靈魂寄託到姫野二三的子獸，附身在傀儡之中，才得以原本的模樣生存到現在。過去所愛之人為黑曜之君。稱黑曜之君為「哥哥」，似乎為黑曜之君的妹妹。 她與一番地合作將所有HiME召集到風華學園，她千辛萬苦生存到現在，是為了阻止蝕之祭及打倒黑曜之君。
姫野二三（聲優-日本：野上尤加奈；台灣：錢欣郁；香港：張雪儀）
真白的女僕，HiME之一，元素武具（Element）為鐮刀。子獸（Child）為傀儡。一切事件完結後，成為風華學園的理事長。
鷺澤陽子（聲優-日本：木村亞希子；台灣：劉如蘋；香港：黃鳳兒）
學園保健醫生，杉浦碧的大學同學，喜歡喝酒。
迫水開治（聲優-日本：陶山章央；台灣：林谷珍）
巧海和晶的級任老師，協助夏姬收集情報，一番地的成員。
石上亘（聲優-日本：三木真一郎；台灣：吳東原）
動畫版原創角色。美術老師，一番地的成員。與真田紫子在學園襲擊事件後有密切往來，隨後在咖啡下藥以逼使真田紫子與他發生關係，是掀起HiME之間戰鬥的主要原因。其目的是自身取代黑曜之君。

## 漫畫版角色

### 風華學園

#### 無依者應變部隊
由學校的Hime所組成，專門應付無依者的部隊。每次戰鬥過後總會有地方被破壞，因此被稱為"破壞魔部隊"。與原創HiME隊戰鬥過後合併。
楯祐一
漫畫主角，左手有嚴重的傷痕，是為了救當時險些被強姦的宗像詩帆而造成，後來轉學去風華學園。同為鴇羽舞衣及玖我夏姬的鍵（即動畫的「最重要的人（大切な人）」），和HiME的武具觸碰後，子獸會自動出現。擁有可以增幅HiME力量的「鑰匙」能力。被鴇羽舞衣、玖我夏姬及宗像詩帆喜歡。
在與媛星戰鬥時，利用迦具士變成的刀把媛星砍成兩半。
鍵的作用領域（Territory）為眾多的鍵中為最大。
鴇羽舞衣
女主角之一，子獸為「迦具士」，鍵為楯祐一，為大宇宙三大美少女之一「舞衣姬」。最討厭被同情，經常愛勉強自己。與夏姬在某些點上不合。
玖我夏姬
外剛內柔，元素武器為鎗（從母親死前？取得），子獸為「杜蘭」（MAX HEART全心的杜蘭），鍵為楯祐一。與舞衣經常吵架（?），稱佑一為“奴隸”。
杉浦碧
應變部隊的隊長。在風華學園任教日本史，子獸為「愕天王」（可變成人型「愕天大王」），鍵為她所養的鸚哥小鳥。自稱只有17歲，只要她的子獸一出現，應變部隊基本上會全滅。
美袋命
元素武器為黑色大劍「彌勒」，長期處於戰鬥狀態。與舞衣住在一起。實力為無依者應變部隊最強。在原創部隊與無依者應變部隊戰鬥時，被珠洲城遙當成人質。
日暮茜
子獸為「哈利」，鍵為「阿和」。喜歡阿和，在與測量器三姊妹對戰時告白成功，"哈利"因此誕生。
倉內和也
喜歡日暮茜，為其的鍵。

#### 原創HiME隊（HiME The Origin）
以學生會執行部會長 珠洲城遙為首的Hime部隊，不屑無依者應變部隊戰鬥後破壞學校的做法，因此決定取代無依者應變部隊防止無依者的攻擊，為了徹底打敗應變部隊而使用不少卑鄙手段，最後與應變部隊合併。
珠洲城遙
學生會執行部會長，子獸為「光默天」（可和「黛安娜」合體），鍵為「菊川雪之」，元素武器為流星錘。
菊川雪之
遙的助手，能幹，子獸為「黛安娜」（可和「光默天」合體），鍵為「珠洲城遙」。
結城奈緒
命的同班同學，子獸為「茱莉雅」。擁有複數「鑰匙」（其中一名為「武田將士」）。
尾久崎晶
忍者世家出身，目標為殺掉黑曜之君，武具為「手裡劍」。任務期間扮裝為男生，結束後恢復女生姿態。
測量器三姊妹
以直尺、三角尺和T型半圓量角器為武器，被初出場的哈利吹走（love love typhoon）。

#### 其他角色
鴇羽巧海
舞衣的弟弟，死後化身黑曜之君。
風花真白
學園理事長，長期需坐輪椅，子獸為「白兔」，元素武器為「黃金時計」，能力為控制時間。
姫野二三
真白的僕人及秘書，元素武器為鐮刀型武具。
鷺沢陽子
保健老師，HiME之一，元素武器為醫生聽筒（治療表面傷口）。

### 西亞斯集團
利用Princess（'P'erdect 'R'ealization of 'In'dependent Ac'ceess'獨立交感型完全具現化能力），人工HiME，玖我紗江子以媛星的碎片製造耳環，戴上便有HiME的能力。
玖我紗江子（玖我 紗江子（くがさえこ））
夏姬之母，西亞斯集團（前）會長，Princess之一，子獸為「杜蘭杜蘭」，目的為打開媛星。
Alyssa Searrs
西亞斯學院的學生，Princess之一。玖我夏姬的妹妹，子獸為「艾薩克」能力是控制重力。
深優・葛利亞
西亞斯學院的學生，其他和動畫差不多（註：有同型姐妹）。
宗像詩帆
西亞斯學院的學生，Princess之一，子獸是隻章魚，可以操控複數的觸手，亦可利用小分身，操控人的思想行動。
真田紫子
西亞斯學院的帶隊老師。Princess之一，子獸為聖馬神，能力為製造幻術。

### 反派角色
鴇羽巧海
媛星
以黑曜之君擔任丈夫亞當，大宇宙三大美少女為母胎而誕生。被楯祐一用迦具士之劍所殺。
炎凪
和動畫一樣，但有很多分身。

#### 大宇宙三大美少女
大宇宙三大美少女，簡稱「Queen」（'Qu'aint 'e'lement 'en'chantress），是侍奉黑曜之君，守護黑曜之君的最強最壞HiME。她們跟凪一樣都在媛星誕生的，是來自媛星的侵略者。46億年前，同樣的侵略，同樣的人……
鴇羽舞衣
楊貴妃（楊 貴妃（よう きひ））
大宇宙三大美少女之一，口頭蟬是「~~咪」，子獸為「貓球」，貓毛有使物質分子化的能力（即分解元素）。
瑪莉安唐妮（マリー･アントワネット）
大宇宙三大美少女之一，元素武器為玫瑰，子獸為花之交響曲，有超高速繁殖再生能力，還有金屬樹藤可以綑綁對手。